# コンスタンス・ルソー
コンスタンス・ルソー（Constance Rousseau、1989年8月13日 - ）は、フランスの女優。

## 経歴
1989年8月13日、パリに生まれる。2007年、ミア・ハンセン＝ラヴ監督の『すべてが許される』に出演。2012年には、アントニオ・カンポス監督の『サイモン・キラー』に出演する。

## フィルモグラフィー

### 映画
- すべてが許される（2007年）
- 女っ気なし（2011年）
- サイモン・キラー（2012年）
- L'année prochaine（2014年）
- ダゲレオタイプの女 La Femme de la plaque argentique (2016年) - マリー 役[4]